# リューベチ
リューベチ（ウクライナ語: Любеч）はウクライナ・チェルニーヒウ州Ріпкинський地区(ru)の都市型集落である。人口は2006年の時点でおよそ2400人。ウクライナの首都キエフから北に250kmの位置にあり、ロシアとの国境線に近い。

## 歴史
リューベチについての最初の言及は、『原初年代記』の882年の項に、ノヴゴロド公オレグがキエフ方面へ遠征した際に陥とした都市として述べられたものである。また、ビザンツ皇帝コンスタンティノス7世の著述の中では「Teliotza」という表記で言及されている。
オリガの鍵番であり、ウラジーミル1世の母であるマルシャ(ru)はリューベチの出身である。マルシャの子のウラジーミルは兄弟のヤロポルクとの闘争でヴァリャーグの元に逃れ、後に帰還しヤロポルクと戦ったが、おそらく980年にリューベチ付近でヤロポルクのドルジーナ隊を破っている。また、キエフ・ペチェールシク大修道院の創設者であるアントニー(ru)もリューベチの出身者である。他にキエフ・ルーシ期の重要な出来事としては、1097年に「リューベチ諸公会議」がリューベチで開かれている。キエフ・ルーシ期の末期、1239年から1240年にかけてのバトゥによるルーシ南部への侵攻の後、リューベチは衰退した。
リューベチは14世紀にリトアニア大公国の一部となった。1471年からキエフ県リューベチ郷 の中心地、1569年からはポーランド・リトアニア共和国のキエフ県リューベチstarostwo(pl)の中心となった。なお16世紀には、ポーランドへのコサックの反抗によって、リューベチは甚大な被害を被っている。1648年からコサック騎兵隊・チェルニーヒウ連隊の中心地となり、ボフダン・フメリニツキーが街を構築した。イヴァン・マゼーパの治世期には、ヘーチマンであるマゼーパの領有地だった。
1708年にポルボトク(ru)家の、後にミロラドヴィチ家の所領となった。なお、「人民の意志」のメンバーであるマリヤ・ヴェトロヴァ(ru)は、1889年にリューベチで教師をしていたことがある。
1997年に、「リューベチ諸公会議」開催の900年記念として、彫刻家のエルショウ(ru)の製作による記念碑が設置された。記念碑は諸公会議に参加した公をモチーフとしたブロンズ製のもので、リューベチの城山に置かれている。

## ゆかりの著名人
- アントニー・ペチェルシクィイー(uk)：（982年頃 - 1073年）・聖職者。
- タマラ・モヴシャ(uk)：（1922年 - ）・考古学者。